# 陈幼兰
陈幼兰（俄语：Иола́нда Евге́ньевна Чен，1913年10月5日—2006年），俄文名约兰达·叶夫根尼耶夫娜·陈，苏联华裔电影摄影师，时任中华民国外交部部长陈友仁之女。

## 生平
陈幼兰出生于1913年10月5日。1927年，在四一二事件发生后，她与父亲及兄弟姐妹一起从中国逃亡苏联，经符拉迪沃斯托克到达莫斯科。
她于1935年自格拉西莫夫电影学院毕业。
从1935年起，他担任国际工人救济会电影制片厂的助理摄影师。自1936年起，她在联盟儿童电影制片厂工作。自 1945年起，她一直是莫斯科电影制片厂的摄影师。她与同为摄影师的丈夫亚历山大·谢连科夫一起参与了大量电影的拍摄。
她于2006年2月去世，葬于莫斯科的孔策沃公墓。

## 奖项
- 1951年因电影《远离莫斯科》获得一等斯大林奖。